# 50 Anos a Mil
50 Anos a Mil é um livro autobiográfico sobre a história de vida de Lobão, cantor e compositor de rock brasileiro. O livro foi publicado no final de 2010 e conta as memórias da vida e carreira de Lobão.
A obra vendeu cerca de 150 mil exemplares e foi indicada ao Prêmio Jabuti em 2011.

## Enredo
Polêmico, zangado, romântico, revolucionário. 50 anos a mil é a autobiografia de Lobão, que conta, em um volume fartamente ilustrado, a história do menino que queria ser jogador de futebol e acabou se transformando num dos grandes nomes do Rock brasileiro. As músicas, os amigos, as confusões com a polícia - o grande lobo não poupa nada nem ninguém.